# Andris Džeriņš
Andris Džeriņš (* 14. Februar 1988 in Jēkabpils, Lettische SSR) ist ein lettischer Eishockeyspieler, der seit 2024 beim EHC Erfurt in der drittklassigen deutschen Oberliga Nord unter Vertrag steht. Sein Bruder Guntis ist ebenfalls ein professioneller Eishockeyspieler.

## Karriere
Andris Džeriņš begann seine Karriere als Eishockeyspieler in der Nachwuchsabteilung von LB/Riga, bevor er für die Saison 2004/05 zum Stadtnachbarn HK Riga 2000 wechselte. Für diesen kam er parallel in der lettischen U18-Liga sowie für deren Profimannschaft in der lettischen Eishockeyliga und der belarussischen Extraliga zum Einsatz und wurde mit Riga 2005 erstmals in seiner Laufbahn Lettischer Meister. Die folgenden beiden Jahre verbrachte der Juniorennationalspieler in den Nachwuchsabteilungen von Stocksunds IF in Schweden und Lukko Rauma in Finnland. Anschließend ging der Center für zwei Spielzeiten zu den Kingston Frontenacs aus der kanadischen Juniorenliga Ontario Hockey League, die ihn beim CHL Import Draft 2007 in der ersten Runde als insgesamt 26. Spieler gezogen hatten.
In Kingston konnte Džeriņš mit 98 Punkten in 126 Spielen auf sich aufmerksam machen, so dass er von Dinamo Riga aus seiner lettischen Heimat im KHL Junior Draft 2009 in der vierten Runde als insgesamt 82. Spieler ausgewählt wurde. In der Saison 2009/10 stand der Linksschütze in 17 Spielen für Dinamo in der Kontinentalen Hockey-Liga auf dem Eis, in denen er punkt- und straflos blieb. Parallel nahm er mit Dinamos Farmteam Dinamo-Juniors Riga am Spielbetrieb der belarussischen Extraliga teil. Im Frühjahr 2013 gewann er mit Dinamo den Nadeschda-Pokal, die Trophäe der damaligen KHL-Trostrunde. Dabei war er mit zehn Assists bester Vorlagengeber der Liga.
Nach sechs Jahren bei Dinamo erhielt er im Sommer 2016 keinen neuen Vertrag und wechselte zum Mountfield HK (Hradec Králové) in die tschechische Extraliga und belegte mit dem Klub am Ende seiner ersten Spielzeit dort den dritten Platz in der Meisterschaft. Zudem nahm er mit dem Klub am Spengler Cup 2016 und 2017 sowie der Champions Hockey League 2017/18 teil.
Im Juni 2018 kehrte er zu Dinamo zurück und absolvierte mit 11 Toren und 12 Torvorlagen seine persönlich punktbeste KHL-Saison. In der folgenden Saison 2020/21 kam er nur auf 16 KHL-Einsätze und erhielt anschließend keine Vertragsverlängerung.
Im September 2021 erhielt er einen Vertrag bei den Black Wings Linz aus der multinationalen ICE Hockey League. Von 2022 bis 2024 er beim Herning Blue Fox in der Metal Ligaen unter Vertrag. Anschließend wechselte er zum EHC Erfurt in die drittklassige deutsche Oberliga Nord.

### International
Für Lettland nahm Džeriņš im Juniorenbereich an den U18-Weltmeisterschaften der Division I 2005 und 2006, als er als Torschützenkönig, Topscorer und bester Stürmer maßgeblich zum Aufstieg der Letten in die Top-Division beitrug, sowie den U20-Weltmeisterschaften der Division I 2007, als er Torschützenkönig des Turniers war, und 2008 teil.
Im Seniorenbereich stand er im Aufgebot seines Landes bei den Weltmeisterschaften 2010, 2011, 2012, 2013, 2014, 2015, 2016, 2017, 2018, 2021, 2022 und 2023, als die Letten erstmals die Bronzemedaille gewannen. Zudem vertrat er sein Heimatland bei der Qualifikation für die Olympischen Winterspiele 2018 in Pyeongchang, bei der sich das lettische Team nicht qualifizieren konnte, bei der erfolgreichen Qualifikation für die Olympischen Winterspiele 2022 und den Spielen in Peking 2022 selbst, bei denen das lettische Team den elften Platz belegte.

## Erfolge und Auszeichnungen
- 2005 Lettischer Meister mit dem HK Riga 2000
- 2013 Gewinn des Nadeschda-Pokals mit Dinamo Riga

### International
| - 2006 Bester Torschütze der U18-Junioren-Weltmeisterschaft der Division I - 2006 Topscorer der U18-Junioren-Weltmeisterschaft der Division I - 2006 Bester Stürmer der U18-Junioren-Weltmeisterschaft der Division I - 2006 Aufstieg in die Top-Division bei der U18-Junioren-Weltmeisterschaft der Division I | - 2007 Bester Torschütze der U20-Junioren-Weltmeisterschaft der Division I - 2008 Aufstieg in die Top-Division bei der U20-Junioren-Weltmeisterschaft der Division I - 2023 Bronzemedaille bei der Weltmeisterschaft |

## Karrierestatistik
(Legende zur Spielerstatistik: Sp oder GP = absolvierte Spiele; T oder G = erzielte Tore; V oder A = erzielte Assists; Pkt oder Pts = erzielte Scorerpunkte; SM oder PIM = erhaltene Strafminuten; +/− = Plus/Minus-Bilanz; PP = erzielte Überzahltore; SH = erzielte Unterzahltore; GW = erzielte Siegtore; 1 Play-downs/Relegation; Kursiv: Statistik nicht vollständig)